# Кеме
Кеме (фр. Kémé) — деревня в Чаде, расположенная на территории региона Борку. Входит в состав департамента Борку.

## География
Деревня находится в северной части Чада, в южной части Сахары, на высоте 273 метров над уровнем моря.
Кеме расположен на расстоянии приблизительно 777 километров к северо-востоку от столицы страны Нджамены. Ближайшие населённые пункты: Бесеме, Со, Таоланга, Торшанга, Файя-Ларжо, Куркур, Мордангай, Куфи.
Климат деревни характеризуется как аридный жаркий (BWh в классификации климатов Кёппена).

## Транспорт
Ближайший аэропорт расположен в городе Файя-Ларжо.